# Zerakia ha-Lévi
Zerakia ha-Lévi (héberül: זרחיה הלוי), rövidített nevén ReZaH, RaZBI (Girona, 1125 körül – 1186 után) középkori zsidó Talmud-tudós, nyelvész és költő.
Gironából származott, és családja a Jichári nevet viselte, feltehetően a hispániai Oliva vagy Olivares helységnév után. Hazájából száműzve Narbonneba, majd Lunelbe költözött, és itt készítette el 1170–1180 között Alfázi-ellenes Máór ('Világító') című talmud-tudományi munkáját. Merész és önálló gondolatokat fogalmazott meg, elemzése módszeres, mélyen járó. Mivel tekintélyellenes és kíméletlen volt polémiáiban, Lunelből is száműzték. Ismeretes, hogy foglalkozott nyelvészettel, és írt vallásos, valamint világi költeményeket.